# Repubblica Democratica del Congo ai Giochi della XXX Olimpiade
La Repubblica Democratica del Congo ha partecipato ai Giochi della XXX Olimpiade di Londra che si sono svolti dal 27 luglio al 12 agosto 2012. È stata la 9ª partecipazione degli atleti congolesi ai giochi olimpici estivi.
Gli atleti della delegazione nicaraguense sono stati 4 (3 uomini e 1 donna), in 3 discipline. Alla cerimonia di apertura il portabandiera è stato Ilunga Mande Zatara, atleta specializzato nelle gare di fondo; mentre il portabandiera della cerimonia di chiusura è stato il judoka Cédric Mandembo.
Nel corso della manifestazione la Repubblica Democratica del Congo non ha ottenuto alcuna medaglia, mancando la vincita del primo titolo ai giochi olimpici.

## Atletica leggera
| Q | Qualificato al turno successivo per la posizione in qualificazione                                                           |
| q | Qualificato per il turno successivo per ripescaggio o, negli eventi su campo, conquistando la misura minima per qualificarsi |

### Maschile
Eventi di corsa su pista e strada
| Atleta              | Evento   | Finale    | Finale    |
| Atleta              | Evento   | Risultato | Posizione |
| ------------------- | -------- | --------- | --------- |
| Ilunga Mande Zatara | Maratona | DNF       | DNF       |

### Femminile
Eventi di corsa su pista e strada
| Atleta                 | Evento | Batteria  | Batteria  | Semifinale      | Semifinale      | Finale          | Finale          |
| Atleta                 | Evento | Risultato | Posizione | Risultato       | Posizione       | Risultato       | Posizione       |
| ---------------------- | ------ | --------- | --------- | --------------- | --------------- | --------------- | --------------- |
| Chancel Ilunga Sankuru | 1500 m | 5'05"25   | 14ª       | non qualificata | non qualificata | non qualificata | non qualificata |

## Judo
Maschile
| Atleta          | Evento  | 16-esimi                         | Ottavi               | Quarti               | Semifinali           | Ripescaggio          | Med. bronzo          | Finale               | Posizione       |
| Atleta          | Evento  | Avversario Risultato             | Avversario Risultato | Avversario Risultato | Avversario Risultato | Avversario Risultato | Avversario Risultato | Avversario Risultato | Posizione       |
| --------------- | ------- | -------------------------------- | -------------------- | -------------------- | -------------------- | -------------------- | -------------------- | -------------------- | --------------- |
| Cédric Mandembo | +100 kg | A. Michajlin (RUS) P (0000-0100) | non qualificato      | non qualificato      | non qualificato      | non qualificato      | non qualificato      | non qualificato      | non qualificato |

## Pugilato
Maschile
| Atleta      | Evento                     | Ottavi di finale        | Quarti di finale     | Semifinali           | Finale               | Pos. |
| Atleta      | Evento                     | Avversario Risultato    | Avversario Risultato | Avversario Risultato | Avversario Risultato | Pos. |
| ----------- | -------------------------- | ----------------------- | -------------------- | -------------------- | -------------------- | ---- |
| Meji Mwanba | Pesi supermassimi (+91 kg) | M. Medžidov (AZE) P RSC | non qualificato      | non qualificato      | non qualificato      | 9º   |